# Słowacka Partia Ludowa

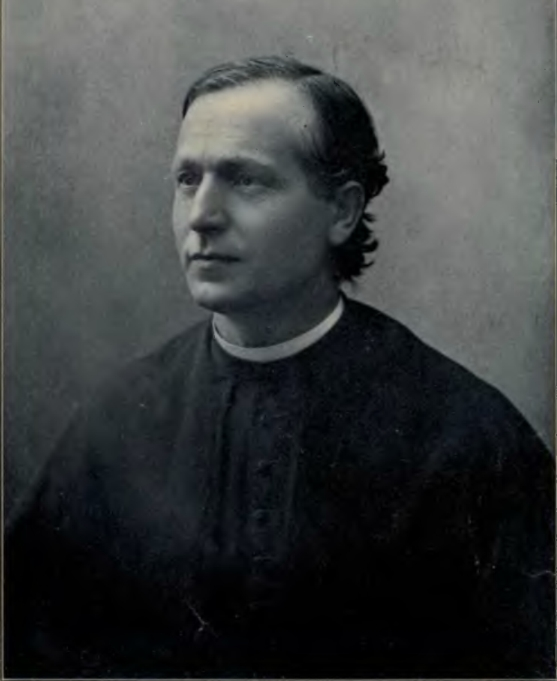
ks. Andrej Hlinka

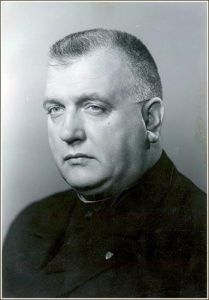
ks. Jozef Tiso

Słowacka Partia Ludowa (słow. Slovenská ľudová strana) – słowacka nacjonalistyczna prawicowa partia polityczna o silnych wpływach katolickich.
Partia została założona w 1906 roku w Austro-Węgrzech. Obok Słowackiej Partii Narodowej była wówczas jedyną organizacją polityczną działającą na rzecz ludności słowackiej w Cesarskiej i Królewskiej Monarchii, a później również w Czechosłowacji.
Po dobrowolnym połączeniu się z innymi partiami w listopadzie 1938, SĽS stała się dominującą organizacją w satelickiej wobec Rzeszy Słowacji. Powszechnie partię łączono z reżimem ks. Jozefa Tiso.
Przewodniczącym partii był od 1913 roku ks. Andrej Hlinka, a po jego śmierci w 1938 roku – ks. Jozef Tiso.
Partia emitowała Slovenské ľudové noviny (Słowacka gazeta ludowa, 1910–1930) i wydawnictwo Slovák (Słowak, 1919–1945).
Oddziałami paramilitarnymi SĽS była początkowo Rodobrana, a od 1938 roku Gwardia Hlinki.

## Nazwy
- 1906–1925: Słowacka Partia Ludowa – Slovenská ľudová strana (SĽS)
- 1925–1938: Słowacka Partia Ludowa Hlinki – Hlinkova slovenská ľudová strana (HSĽS)[3][4]
- 1938–1945: Słowacka Partia Ludowa Hlinki – Partia Słowackiej Jedności Narodowej – Hlinkova slovenská ľudová strana – Strana slovenskej národnej jednoty (HSĽS-SSNJ)

## Historia

### Austro-Węgry
Proces formacji partii trwał kilka lat. Na przełomie XIX i XX wieku, poza krótko działająca Słowacką Partią Socjaldemokratyczną (1905–1906), jedynym ugrupowaniem w Austro-Węgrzech o prosłowackim charakterze była Słowacka Partia Narodowa (SNS). 14 grudnia 1905 roku słowackie osobistości, które nie zgadzały się z programem SNS, ale chciały jednak promować interesy Słowaków, zadeklarowały powstanie Słowackiej Partii Ludowej w Żylinie. Oficjalnie jednak partia nie została jeszcze wówczas powołana do życia. Na początku roku 1906 do organizacji swój akces zgłosiły kolejne wpływowe na Słowacji osoby. Jedną z nich był ksiądz Andrej Hlinka. Formalnie partię utworzyli 18 marca 1906 roku František Skyčák, Milan Hodža i Augustín Ráth, choć zgodnie z decyzją z kwietnia tego roku, by uniknąć wewnątrzsłowackich podziałów, aż do roku 1913 SĽS występowała w wyborach jako rodzaj koła Słowackiej Partii Narodowej. Programy SNS i SĽS, choć oddzielne, były niemal identyczne. Pomimo wyborczych manipulacji, które wówczas na Węgrzech były codziennością, Ludowcy zdobyli 6, a Narodowcy zaledwie jeden, spośród 415 miejsc w węgierskim parlamencie w 1906 roku.
Do Słowackiej Partii Ludowej przystąpili przede wszystkim słowaccy członkowie Węgierskiej Partii Ludowej i byli członkowie SNS. Program partii zakładał reformy liberalne (wolność słowa, powszechna równość), silne akcenty narodowe i katolickie.
W 1912 roku SĽS odmówiła poparcia silnej Czecho-Słowackiej orientacji, która w owym czasie panowała wewnątrz Słowackeij Partii Narodowej. Równocześnie złożono podobną deklarację, jak w roku 1905, jednak po raz kolejny bez formalnych skutków. Ostatecznie 29 lipca 1913 roku oficjalnie ogłoszono Słowacką Partię Ludową samodzielną partią w Austro-Węgrzech.
Przewodniczącym organizacji został Andrej Hlinka, do pozostałych liderów należy zaliczyć Ferdiša Jurigę i Františka Skyčáka.
Podczas I wojny światowej SĽS, podobnie zresztą jak SNS, zaprzestała politycznej aktywności, aby uniknąć ewentualnych oskarżeń o działalność antyhabsburską. Pomimo tego, partia wzięła udział w obradach drugiej Słowackiej Rady Narodowej, która działała od października 1918 do stycznia 1919 roku.

### Czechosłowacja
Po powstaniu Czechosłowacji partia odnowiła swoją działalność 19 grudnia 1918 roku w Żylinie. W 1925 roku organizacja została przemianowana na Hlinkową Słowacką Partię Ludową (HSĽS). W czasie istnienia przedwojennej Czechosłowacji Słowacja nie otrzymała żadnej autonomii, choć przewidywała ją umowa pittsburska z 1918 roku. Dokument ten SĽS, a później HSĽS stanowił podstawę do walki o autonomię Słowacji (wnioski w 1922 i 1930 roku) oraz przeciwdziałania centralizacji wspólnego państwa.
Ugrupowanie zwalczało czechosłowakizm (pogląd o jednym narodzie Czechosłowackim), a także ateizm i protestantyzm. W tym okresie partię można było określić jako bardzo konserwatywną, silnie katolicką i antykomunistyczną. W 1920 roku, po zwycięstwie czechosłowackich socjaldemokratów, Hlinka oznajmił: „będę pracował 24 godziny na dobę, póki Słowacja nie zamieni się z czerwonej Słowacji w białą chrześcijańską Słowację”. Głównie dzięki krytyce czechosłowackiej reformy rolnej z lat 1920–1929 główną siłą popierającą HSĽS byli słowaccy rolnicy.
W roku 1920 partia liczyła 11 953 członków. W tym samym roku SĽS poparło 17,5% wyborców na Słowacji, co wówczas oznaczało, że partia Hlinki stała się trzecią co do wielkości organizacją na tym terenie. Począwszy od wyborów w 1923 roku SĽS była największą partią w słowackiej części państwa, zdobywając w 1925 roku 34,4%, a w 1935 30,3% słowackich głosów.
Z powodu swojego antycentralizmu partia pozostawała przede wszystkim w opozycji, jednak 15 stycznia 1927 weszła w skład rządu. Egzekutywę HSĽ opuściła jednak 8 października 1929 roku, po kontrowersyjnym procesie Vojtecha Tuki, członka partii, którego oskarżono o zdradę stanu.
Od połowy lat 30. HSĽS współpracowała ze Słowacką Partią Narodową, ukraińskimi i polskimi nacjonalistami, oraz niemieckimi i węgierskimi separatystami. Stopniowo, pod wpływem włoskiego i austriackiego faszyzmu, od końca lat 30. w partii dominowało skrzydło wzorowane na ideologii niemieckiego narodowego socjalizmu.
We wrześniu 1936 HSĽS przejęła totalitarną organizację społeczeństwa i wygłosiła  hasło: jeden národ, jedna strana, jeden vodca (jeden naród, jedna partia, jeden przywódca).
Po śmierci w wieku 74 lat Andreja Hlinki w kwietniu 1938 roku, przywódcą partii został dotychczasowy zastępca – Jozef Tiso. W sierpniu 1938 roku, na podstawie układu monachijskiego Czechosłowacja utraciła na rzecz Hitlerowskich Niemiec tzw. Kraj Sudetów. 10 października 1938 w Żylinie komitet wykonawczy partii słowackich, z HSĽS na czele, ogłosił autonomię Słowacji. Rząd w Pradze zaakceptował ten postulat i jednocześnie wyznaczył ks. Tiso na premiera autonomicznej Słowacji.
8 listopada 1938 roku słowacka część Drugiej Czechosłowacji utraciła 1/3 swojego terytorium na rzecz Węgier na podstawie arbitrażu wiedeńskiego. Członkowie wszystkich ugrupowań przyłączyli się do partii Tuki (podobnie rzecz miała się w Czechach) i tym sposobem powstała jedna oficjalna partia polityczna, Hlinkowa Słowacka Partia Ludowa – Partia Słowackiej Jedności Narodowej (HSĽS – SSNJ). Sojusz ten opierał się o kler katolicki, który wówczas miał poważny wpływ na społeczeństwo, a także o inteligencję narodową, drobnych przedsiębiorców, rolników i innych robotników. Ostatecznie, 15 grudnia, do HSĽS-SSNJ swój akces zgłosiła również Słowacka Partia Narodowa.
Nowa organizacja przejawiała tendencje autorytarne, bez zwłoki przystąpiła do likwidacji partii socjaldemokratycznych, komunistycznych i żydowskich.
W słowackich wyborach generalnych, które odbyły się w 1938 roku nowy twór zdobył 97,33% głosów (spośród których 72% to głosy na kandydatów pierwotnej HSĽS).
Od 31 stycznia 1939 roku wszystkie partie poza HSĽS-SSNJ i mniejszościowymi Partią Niemiecką i Zjednoczoną Partia Węgierską zostały zakazane.

### NiepodległaSłowacja
Po powstaniu niepodległej Słowacji 14 marca 1939, która pozostawała w strefie bezpośrednich wpływów Hitlera, HSĽS-SSNJ była siłą kierowniczą w kraju i miała legitymację do reprezentowania interesów wszystkich Słowaków.
Od roku 1939 narastał jednak konflikt między dwoma skrzydłami powstałymi w partii. Konserwatywne skrzydło pod przewodnictwem księdza Jozefa Tiso, prezydenta Słowacji i przewodniczącego partii, chciało stworzyć autorytarne i religijne państwo stanowe. Skrzydło to kontrolowało większość stanowisk w państwie, partii i duchowieństwie. 
Drugie skrzydło było inspirowane przez model niemiecki, silne antysemicki. Dążyło do usunięcia wszystkich Czechów i stworzenia całkowicie faszystowskiego kraju (Słowacki narodowy socjalizm). Główną organizacją tego skrzydła była Gwardia Hlinki (Hlinkova Garda). Jej głównymi przedstawicielami byli premier Vojtech Tuka i minister spraw wewnętrznych Alexander Mach.
Problemem skrzydła faszystowskiego była popularność, jaką społeczeństwo darzyło skrzydło Tisy. Brało się to z widocznej demagogii skrzydła faszystowskiego, a także z ideologią faszystowską, która była trudna do zaakceptowania dla katolickiego w większości narodu słowackiego. Dodatkowo w porównaniu z sąsiednimi krajami Słowacja wypadała korzystnie pod względem ekonomicznym. Sytuację gospodarczą na Słowacji po części stabilizował fakt, że Słowacja stała się bazą produkcyjną dla hitlerowskich Niemiec i ich sojuszników. Współodpowiedzialna za masową zagładę Żydów słowackich.
Niemcy początkowo popierali Tukę, ale od kiedy w 1942 roku rozpoczęły się deportacje Żydów i inspirowany przez Niemcy akt ustanawiający Tisę i HSĽS-SSNJ na czele państwa (zasady Führera) został ostatecznie przyjęty, umiarkowane skrzydło Tisy miało pełne poparcie Niemców, skupionych na kwestii żydowskiej i ochronie niemieckich granic. Takie postępowanie umożliwiło nawet skrzydłu Tisy wstrzymanie deportacji.
Po upadku słowackiego powstania narodowego i przeniesieniu się walk partyzanckich w góry HSĽS współpracowała z nazistowskim okupantem celem prześladowań i zagłady powstańców, partyzantów i ich sympatyków. Jozef Tiso w Bańskiej Bystrzycy publicznie odznaczył hitlerowskich żołnierzy zaangażowanych w likwidację powstania.
W związku ze współpracą z III Rzeszą na terenie objętym walkami zlikwidowano Słowacką Radę Narodową. Po wojnie jej członków usunięto ze stanowisk, przewodniczącego i jego zastępcę skazano na karę śmierci; część członków wyemigrowała na Zachód.
Kres działalności partii przyniosły kwiecień i maj 1945 roku, kiedy to na tereny Słowacji wkroczyła Armia Czerwona.

### Współczesność
5 kwietnia 1990 roku powołano do życia narodową Słowacką Partię Ludową, która w latach 1994–1995 występowała pod nazwą SĽS – Slovenský ľudový blok. Ugrupowanie nie cieszy się jednak popularnością, w wyborach w 2004 i 2005 roku uzyskało odpowiednio 0,17% i 0,16% głosów. Z powodu niskich notowań nowej SĽS w swoich badaniach nie uwzględnia Słowacki Urząd Statystyczny. Obecnym przewodniczącym jest Jozef Sásik.